# Ansambel Krt
Ansambel Krt (nemško Orig. Alpen Adria Musikanten) je slovenska narodnozabavna zasedba, ki je bila ustanovljena leta 1985 v Zgornjih Stranjah in deluje pogojno še danes.
V svoji dosedanji karieri je ansambel Krt na trg ponudil skupno 6.000 audio kaset in 500 video VHS kaset. Na YouTubu so vsi njegovi videospoti, pripravlja pa še arhivsko zgoščenko.

## Člani
Ustanovni člani zasedbe (1985) so bili Dominik Krt, Janez Krt, Milan Zobavnik in Marjan Spruk
- Trobenta: Janez Krt
- Klarinet in saksofon: Emil Krt. Po dveh letih ga je zaradi odhoda na igranje v tujino zamenjal Rok Spruk
- Bariton in bas kitara: Marjan Spruk
- Kitara in solo kitara: Milan Zobavnik
- Harmonika, klaviature in ritem: Dominik Krt - vodja ansambla
- Pevci: poleg Zorana Križmana in Dominika Krta so pevsko podlago nudili tudi ostali člani ansambla.
- Drugi: Med letoma 1986 in 1995 je z Ansamblom Krt sodeloval tudi domači humorist Franc Pestotnik - Slovenski podokničar in z njim so zapeli tudi na več podoknicah v Sloveniji.

## Delovanje
Kmalu po ustanovitvi in prvem nastopu na gasilski veselici v Stranjah leta 1986 so dobili prvo ponudbo tudi iz tujine (Celovec) in po uspešnem nastopu tam še na Selah in Globasnici. Po prvem nastopu v Bazovici pa so si priigrali stalni aganžma na šagrah od Trsta do Devina od 1. maja do konca septembra tekočega leta.
Leta 1995 je ansambel slavil 10. obletnico delovanja. S tem jubilejem je ob odhodu Janeza Krta v Švico zaključil svojo dejavno glasbeno pot.  Ansambel "v senci" deluje še naprej.
Ansamblu je uspelo razviti poseben stil igranja, "Krtov" ali "Domincev" stil, ki je postal konec 80 let zelo priljubljen in posneman pri številnih tovrstnih glasbenih kolegih.
V letu 2021 so praznovali 35-letnico delovanja. Med redkimi nastopi doma so večino svojih nastopov imeli na Tržaškem, saj so jih na svoje šagre od maja do septembra vabili vsi organizatorji slovenskih športnih in kulturnih društev. Odmeven nastop za tiste čase so imeli tudi na trgu v Trstu!
Glavni avtor melodij in aranžer je vodja ansambla Dominik Krt, tekste pa so poleg Dominika prispevali še brata Jože in Franci Smrekar, pa znana Slovenska klekljarica Julka Fortuna Gantar in drugi.

## Diskografija
Ansambel Krt je izdal dve kaseti v slovenščini in eno v nemščini.

### Slovenski projekti
1. Pesmi zvestobe
2. Pesmi najdaljše noči

### Nemški projekti
1. A tolle Partie (kot Orig. Alpen Adria Musikanten mit Jodlerkönigin "Karin" und "Sepp")

## Največje uspešnice
Ansambel Krt je najbolj poznan po naslednjih skladbah:
- Slovenija, dežela moja
- Sanjaj z menoj
- Ohcet
- Zdravica slavljencu
- Pozdrav s Triglava